# Bess of Hardwick
Bess of Hardwick (Bess Hardwicke) köznemesi sorból az Angol Királyság meghatározó, egyik leggazdagabb főnemesévé vált, sokat segített ebben négy házassága. Gyerekei csak második férjétől, William Cavendish-től születtek, a Cavendish-család felemelkedésének meghatározó szereplője volt Bess Harwick. „Férfiasan értelmes és viselkedésű nő volt; büszke, dühös, önző és érzéketlen“ – írta róla ismeretlen kortársa

## Családja
Elizabeth Hardwick, ismertebb nevén Bess of Hardwick, a derbyshire-i John Hardwick és Elizabeth Leeke leánya volt. Születési ideje bizonytalan, de 1521 és 1527 közé tehető, saját vallomása szerint 1543 májusában, első házasságakor még nem töltötte be a tizenhatodik életévét, ez az 1527-es születés mellett szól. A Hardwick család Sussexből érkezett Derbyshire-be a XIII. század közepén, ahol a stainsbyi uradalomban gazdálkodott, ott a XV. századra több száz holdas birtokra tettek szert. A család 1450 körül nyert címert. Az utolsó családfő, James Hardwick körülbelül negyvenéves korában hunyt el, özvegyét és öt leányát hagyva magaután. Bess anyja később újraházasodott, további három leányt szült. Bess viszonylag szerény társadalmi pozícióból indult.

## Első házassága
Bess első házasságát 1543 májusának végén kötötte meg a tizenhárom éves Robert Barleyvel (vagy Barlow), aki a szomszédos birtok örököse volt. A házasság kötésre Robert apjának halála előtt került sor, fő célja a Barley-vagyon védelme volt. Nincs bizonyíték arra, hogy Bess és Robert valaha is együtt éltek volna házastársként. Robert 1544 decemberében utód nélkül meghalt. Bess özvegyi járandóságát megtagadták, pereskedni kényszerült, végül érvényt szerzett jogainak, és kompenzációt is kapott.

## Második házassága
1547. augusztus 20-án Bess másodszor is férjhez ment, ezúttal William Cavendish-hez, a Királyi Kamara pénztárosához. Cavendish jóval idősebb volt, két életben maradt lány apja, aki jelentős vagyonát a kolostorok feloszlatása során szerezte. Bess valószínűleg az ő ösztönzésére beszélte rá férjét, hogy adja el Dél-angliai birtokait, és vásárolja meg a Chatsworth-birtokot Derbyshire-ben. Cavendish 1557-ben halt meg, házasságukból nyolc gyermek született, közülük hat érte meg a felnőttkort.

## Harmadik házassága
Bess harmadszor is férjhez ment, 1559-ben William St Loe felesége lett, aki I. Erzsébet királynő testőrségének kapitánya és Anglia főpohárnoka volt. Jelentős nyugat-angliai birtokokkal rendelkezett Gloucestershire-ben és Somersetben. St Loe 1564/65-ben – feltehetően testvére mérgezése következtében – fiúörökös nélkül halt meg, vagyonát kizárólag Bessre hagyva, amit mostohalányai sérelmeztek. Bess ezáltal az ország egyik leggazdagabb asszonyává vált, éves jövedelme mai értéken mintegy 11,5 millárd forintnak (2025) felelt meg. Továbbra is élvezte a királynő bizalmát, udvarhölgyként napi kapcsolatban állt Erzsébettel.

## Negyedik házassága
Stuart Mária 1568 májusában megszökött és Angliába menekült, miután a skót nemesek fellázadtak ellene, börtönbe vetették, majd lemondatták a trónról fia javára. Unokatestvérétől, I. Erzsébettől kért védelmet. Erzsébet azonban Máriát politikai fenyegetésnek tartotta, mivel sokan Máriát tekintették az angol trón jogos örökösének. Ezért nem engedte szabadon, hanem először Carlisle várába vitette, majd Bolton kastélyba, végül 1569 februárjában házi őrizetbe helyezte, és Shrewsbury grófjára és feleségére bízta a felügyeletét.
Bess 1568-ban feleségül ment George Talbothoz, Shrewsbury 6. grófjához. A házasságot családi szövetséggel erősítették meg: Bess lánya, Mary Cavendish hozzáment Shrewsbury legidősebb fiához, Gilberthez, míg Bess fia, Sir Henry Cavendish feleségül vette Shrewsbury lányát, Grace Talbotot. Stuart Mária tizenöt éven át állt gyakorlatilag házi őrizetben, többek között Tutbury, Chatsworth és Sheffield rezidenciákon, ahol Bess gyakran osztozott vele kézimunkában és társaságban. A királynő jelenléte, a politikai feszültségek és az anyagi terhek idővel megterhelték Bess és Shrewsbury kapcsolatát, amely végül 1580 körül végleg megromlott. Bess 1590-ben Shrewsbury halála után Hardwickban telepedett le, ahol megépíttette a híres Hardwick Hallt.

## Stuart kapcsolat
1574-ben Bess házasságot szervezett lánya, Elizabeth Cavendish és Charles Stuart, Lennox 1. grófja között. A kisebbik gond az volt, hogy a házasságot Bess férje, Shrewsbury grófja tudta nélkül kötötték meg. A nagyobbik, hogy nem kértek engedélyt Erzsébet királynőtől, ami felségárulásnak számított. A helyzetet súlyosbította, hogy Charles Stuart a trónöröklési sorrendben igen előkelő helyen állt. Charles Stuart édesanyját, Margaret Douglast a Towerbe zárták, Bessnek pedig Londonba kellett volna utaznia kihallgatásra, de megtagadta a parancsot, és Sheffieldben maradt, amíg az ügy elcsitult. E frigyből született Arabella Stuart, aki szintén előkelő helyen szerepelt a trónvárományosok sorában. Bess egy ideig ambiciózusan támogatta Arbella királyi aspirációit, ám később megromlott a kapcsolatuk.
Bess 1608. február 13-án hunyt el, körülbelül 87 évesen, és halálakor is Anglia egyik leggazdagabb és legbefolyásosabb asszonya volt. A derbyi All Saints templomban helyezték örök nyugalomra, egy általa életében megrendelt, díszes síremlék alatt. Összes vagyonát azok a gyermekei örökölték, akik Sir William Cavendish-től, második férjétől születtek; más házasságaiból nem származott utód, így azok rokonai nem részesültek az örökségből.

## Leszármazottai, a Cavendish-család
- Bess Hardwick ∞³ William Cavendish (1505–1557)
  - Frances Cavendish (1548–) ∞ Henry Pierrepont
    - ...utódaik elnyerték a Kingston-upon-Hull hercegei, Rutland hercegei, Dorchester márkijai, Manvers grófjai,  Kellie grófjai címeket.

  - Henry Cavendish (1550–1616)[m 2] ∞ Grace Talbot (~1549–1616)
    - ...nem volt törvényes utóf. Az apától származó törvénytelen utódok elnyerték a Waterpark bárója címet.

  - William Cavendish (1552–1626),  Devonshire 1. grófja
    - ...innen Devonshire grófjai és Devonshire hercegei, Chesham bárói

  - Charles Cavendish (~1553–1617)
    - ...utódaik elnyerték a Newcastle-upon-Tyne hercegei, Portland hercegei és Ogle bárói címeket

  - Elizabeth Cavendish (1555–1582) ∞ Charles Stuart, , Lennox 1. grófja
    - Arabella Stuart (1575–1615) ∞ William Seymour (1588–1660),  Somerset 2. hercege

  - Mary Cavendish (15561632) ∞ Gilbert Talbot,  Shrewsbury 7. grófja
    - Alethea Talbot (1585–1654)[m 3] ∞ Thomas Howard (1585–1646)[m 4],  Arundel 19. grófja[m 5]
      - ...innen Arundel grófjai és Norfolk hercegei

    - Mary Talbot ∞ William Herbert,  Pembroke 3. grófja
      - ...innen Pembroke grófjai

    - Elizabeth Talbot ∞ Henry Grey,  Kent 8. grófja

## Képek
- Elizabeth Hardwick személyes címere, amely a derbyshire-i Hardwick Hall nagytermének kandallópárkányán, vakolt felületen látható. A címerpajzs női címerviselőhöz illően rombusz alakú. Címerleírás: ezüst mezőben kék, csipkézett kereszt; a pajzs felső harmadában kék mezőben három ezüst ötlevelű virág.
- A Cavendish címer.
- Bess of Hardwick amikor St. Lo úrnő volt, 1550-es években.
- A Talbot család ősi címere: vörös mezőben arany ágaskodó oroszlán, arany csipkézett szegéllyel.
- Bess of Hardwick síremléke Derby székesegyházában.

## Fordítás
- Ez a szócikk részben vagy egészben  a   Bess of Hardwick című angol Wikipédia-szócikk ezen változatának fordításán alapul.  Az eredeti cikk szerkesztőit annak laptörténete sorolja fel. Ez a jelzés csupán a megfogalmazás eredetét és a szerzői jogokat jelzi, nem szolgál a cikkben szereplő információk forrásmegjelöléseként.